# Hercostomus fulvicaudis
Hercostomus fulvicaudis är en tvåvingeart som först beskrevs av Alexander Henry Haliday 1851.  Hercostomus fulvicaudis ingår i släktet Hercostomus och familjen styltflugor.
Artens utbredningsområde är Storbritannien. Arten är reproducerande i Sverige. Inga underarter finns listade i Catalogue of Life.